# Fecenia protensa
Fecenia protensa is een spinnensoort uit de familie van de Psechridae. De wetenschappelijke naam van de soort werd voor het eerst geldig gepubliceerd in 1891 door Thorell.